# Glodianus longicauda
Glodianus longicauda är en stekelart som först beskrevs av Brulle 1846.  Glodianus longicauda ingår i släktet Glodianus och familjen brokparasitsteklar. Inga underarter finns listade i Catalogue of Life.